# Шнайдерман, Даниэль
Даниэ́ль Шнайдерма́н (фр. Daniel Schneidermann; род. 5 апреля 1958, Париж) — французский журналист, анализирующий телевидение, главным образом в еженедельных колонках — ранее в «Ле-Монд», а сейчас в «Либерасьон», и в телешоу «Arrêt sur images» («Стоп-кадр»), идущим в эфире телевизионного канала Франс-5.

## Биография

### Юность
Когда ему было 17 лет, он некоторое время был членом Французского коммунистического союза студентов.

### «Ле-Монд» и «Либерасьон»
После учебы на журналиста, в 1981 году он приходит в газету «Ле-Монд», где становится иностранным корреспондентом (с 1983). Известен как аналитик и телекритик с 1992 года, считается продолжателем традиции Франсуа Мориака и Мован Лебега.
Также он был обозревателем в гезете «Либерасьон», его колонка выходила в пятничном номере газеты.

### Франс-5
Популярность его обзоров во французской печати позволили создать авторскую еженедельную программу на телеканале «Франс-5» под названием «Стоп-кадр» (Arrêt sur images).

### Блог Биг-Бен
В 2005 году совместно с Дэвидом Абайкером и Джудит Бернар им был создан блог в интернете.